# نظام‌آباد (برخوار)
نظام‌آباد روستایی در دهستان برخوار مرکزی بخش مرکزی شهرستان برخوار استان اصفهان ایران است.

## جمعیت
بر پایه سرشماری عمومی نفوس و مسکن در سال ۱۳۹۵ این روستا بدون جمعیت بوده‌است.